# Мецора
Мецора (ивр. מְצֹרָע‎ — одна из 54 недельных глав-отрывков, на которые разбит текст Пятикнижия (Хумаша). 28-й раздел Торы, 5-й раздел книги Левит. Глава читается в 27-ю или 28-ю субботу после праздника Симхат Тора, обычно в апреле. В високосные годы еврейского календаря глава читается отдельно; в обычные годы она читается вместе с предыдущей главой, Тазриа.

## Краткое содержание
В недельной главе «Мецора» продолжается изложение законов, определяющих состояние ритуальной нечистоты.